# Faridah Àbíké-Íyímídé
 Faridah Àbíké-Íyímídé (nacida el 13 de octubre de 1999) es una novelista, cuentista y columnista británica y nigeriana. Su novela debut, el thriller para adultos jóvenes As de picas (Ace of Spades, 2021), recibió el premio NAACP Image para la categoría Outstanding Literary Work–Youth/Teens, de obras literarias para un público juvenil, en 2022, y alcanzó los diez primeros en la lista de los más vendidos del New York Times.
Además, Àbíké-Íyímídé ha contribuido con escritos a varias publicaciones, incluyendo The Bookseller, gal-dem, NME y Reader's Digest.

## Primeros años y educación
Àbíké-Íyímídé nació y creció en Croydon, en el sur de Londres. Vivió en Aberdeen, Escocia mientras estudiaba inglés, chino y antropología en la Universidad de Aberdeen. Actualmente vive en Londres.
Faridah Àbíké-Íyímídé es una ávida bebedora de té y coleccionista de tazas extrañas. Tras obtener la licenciatura en Literatura Inglesa en Aberdeen, actualmente está cursando una maestría en estudios sobre Shakespeare en el Kings College de Londres. Cuando no está contando historias oscuras, se puede encontrar a Faridah examinando los significados más profundos en las películas originales de Disney Channel. Está representada por Zoë Plant en The Bent Agency.

## Carrera profesional
La novela debut de Àbíké-Íyímídé, Ace of Spades, traducida al español como As de picas, es un thriller para adultos jóvenes con temas de "homofobia en la comunidad negra, racismo institucional y diversidad de pensamiento entre los negros". En 2018 consiguió un agente literario y un contrato en el Reino Unido para Ace of Spades con Usborne Publishing. En 2020, obtuvo un contrato en EE. UU con Macmillan Publishers para Ace of Spades junto con una segunda novela, por una suma de siete cifras.
Faridah ha sido finalista en el William C. Morris Award 2022, ganadora del Books Are My Bag 2021 Reader’s Award para ficción de jóvenes adultos, y ganadora 53rd NAACP Image Awards en la categoría de literatura para jóvenes adultos.
Àbíké-Íyímídé ha creado y dirige una tutoría para escritores de color sin agentes, ayudándolos en su camino hacia la publicación.

## As de picas

#### Argumento
Devon Richards, que no quiere llamar la atención, y Chiamaka Adebayo, una de las reinas del instituto, son los únicos dos estudiantes negros en su escuela privada, Niveus Private Academy, y viven en esferas sociales completamente diferentes. Sin embargo, el primer día de clases, ambos son nombrados prefectos escolares. Un día, se envía un mensaje grupal desde "As de picas" al cuerpo estudiantil que muestra a Devon besando a otro estudiante masculino, provocando un alboroto en la escuela. Pronto, se envían más y más textos e imágenes incriminatorios sobre Devon y Chiamaka, lo que los obliga a trabajar juntos para descubrir quién es As de picas (Aces), por qué eligió o eligieron a Chiamaka y Devon para humillarlos y por qué quieren arruinar el futuro de ambos estudiantes.
Cerca del final del libro, Chiamaka y Devon se enteran de que As de picas no es una sola entidad, sino una gran parte del cuerpo estudiantil, que trabaja en conjunto para destruir las vidas de los estudiantes negros. Descubren que la Academia Privada Niveus es una de las muchas instituciones privadas en todo el país que, debido a los antiguos vínculos con la esclavitud y la Confederación, rara vez aceptan estudiantes negros, pero cuando lo hacen, su objetivo es realizar eugenesia social, permitiendo que los estudiantes escalen en la escuela con el fin de, en el último año, destruir su futuro, impidiendo que las personas negras tengan éxito en el mundo más allá de la escuela secundaria.
Ace of Spades recibió una reseña destacada de School Library Journal y ' 'Publishers Weekly, así como una reseña positiva de Booklist.